# Pavetta kotzei
Pavetta kotzei är en måreväxtart som beskrevs av Cornelis Eliza Bertus Bremekamp. Pavetta kotzei ingår i släktet Pavetta och familjen måreväxter. Inga underarter finns listade i Catalogue of Life.